# Ленініана в українському мистецтві

Пам'ятний знак на честь народження Леніна перед входом до Центрального скверу в Кіровограді. Червень 2009 року

Ленініана в українському мистецтві — назва сукупності творів українського мистецтва та української літератури, присвячених Володимиру Леніну, невід'ємна складова культу особи більшовицького вождя, який був важливою складовою радянської пропаганди протягом всього часу існування СРСР.
Анатолій Луначарський стверджував, що Ленініана відобразила образ «історичної постаті світового масштабу», в якій «позначилася персонально вся чарівність цієї дивовижної епохи»

## Пам'ятники
Пам'ятники Леніну стали невід'ємною частиною радянської традиції українського монументального мистецтва.

## Художня література
- Ф. Кушнерик. Дума «Батько Ленін»
- П. Древченко, С. Пасюга, П. Гащенко та Г. Цибка. Дума «Про військо Червоне, про Леніна-батька і синів його вірних» (1923)
- О. Влизько «Ленін»
- В. Сосюра «Падають сніжинки лагідно і млисто»
- В. Сосюра «Про Партію пісню співа Україна»
- А. Малишко «Здавалось малому…»
- В. Сосюра «Колискова»
- В. Сосюра «Ленін»
- Л. Ошанін «Ленін завжди з тобою»
- П. Тичина «Ленінове сонце»
- П. Тичина — «Леніна ясна зоря»
- О. Гончар «Прапороносці»
- М. Рильський «Ленін»
- Є. Плужник «Він»
- Л. Первомайський «Ленін з нами»
- П. Тичина «Ленін»
- О. Підсуха «Ленін»
- П. Воронько «Ленін іде по планеті»
- Д. Павличко «Ленін іде»
- А. Волощак «На ленінському шляху»
- Д. Павлчко «Партія — очі мої»
- В. Мисик «На людній площі»
- В. Бичко «З іменем Леніна»
- П. Тичина «Зростай, пречудовий світе!»
- О. Новицький «Слово про Партію Леніна»
- Б. Олійник «А люди ідуть…»
- В. Лагода «Справа Леніна живе»

### Народна творчість
- Дума «Хто ж той сокіл, товариші?»
- Казка «Ленінська правда»
- Народна пісня «Виряджала мати сина» (1927)

## Образотворче мистецтво
- М. Божій «Новий час»
- В. Рижих «Комінтерн»
- О. Широков «Горки. Січень 1924 року»
- О. Лопухов «ІІ з'їзд Рад»
- К. Філатов «В. І. Ленін»
- В. Хитриков «Бесіда з Іллічем»
- С. Гуєцький «Смольний. 1917 рік»
- Л. Шматько «Доповідь В. І. Леніна про план ГОЕЛРО»
- М. Кривенко «В. І. Ленін у сім'ї робітника»
- В. Касіян «Ленін і народ»
- В. Касіян «Приїзд В. І. Леніна до Петрограда 1917 року»
- В. Касіян «М. Щорс на прийомі у В. І. Леніна»
- В. Касіян «Ходаки у В. І. Леніна»
- В. Касіян «Український робітник О. В. Бродський на прийомі у В. І. Леніна»
- П. Басанець «Українці у В. І. Леніна»
- М. Кривенко «За Ленінським мандатом»
- С. Московиченко «Леніна мрії — в дії»
- Я. Райзін, М. Тихонов «Ми підемо твердо і неухильно до перемоги соціалізму. В. І. Ленін»
- Є. Саренко «Шляхом Жовтня — до комунізму»
- Т. Лящук «Вождь, учитель, друг»
- М. Божій «Двадцятий вік»
- О. Любимовський, М. Рибальченко «В думах про майбутнє»
- С. Кириченко «В. І. Ленін»
- В. Попінов «В. І. Ленін — засновник Комуністичної партії Радянського Союзу»
- І. Ковтонюк «Ніч перед штурмом»
- А. Страхов «В. Ульянов (Ленін)»
- О. Попов «Ленін»
- О. Лопухов «Хай живе соціалістична революція!»
- М. Божій «В. І. Ленін»
- В. Югай «В Шушенському»
- О. Широков «Бесіда з Іллічем»
- І. Селіванов «В. І. Ленін на суботнику»

## Музика
Твори українських композиторів
- У 1920-ті роки[3]:

М. Повх-Ніколаєв, траурний марш для духового оркестру «Пам'яті улюбленого вождя» ,
Василь Овчаренко, «Похідний марш пам'яті Леніна» для оркестру,
Лев Штейнберг, «Траурний марш пам'яті Леніна» для фортепіано,
Павло Толстяков, «Пам'яті Леніна» для мішаного хору з фортепіано;
В. Ступницький, «Ленінський Заповіт» для мішаного хору і фортепіано
- Повоєнний час:

В. Філіпенко «Прославим слово Леніна» (1967, на сл. П. Тичини),
Л. Дичко, кантата «Ленін» на вірші Д. Бєдного, Н. Заболоцького, В. Маяковського, Расула Рзи і революціонної пісні «Варшавянка» (дипломна робота)
М. Дремлюга, ораторія «Ленін» (сл. А. Прокоф'єва, В. Луговського, Р. Рзи, А. Кулешова і А. Коренева, 1969);
Є. Зубцов, «Серцем до Леніна», кантата для солістів, дитячого хору та оркестру
Інше
- Поліський ансамбль «Льонок» — «Ленін Партія Народ»
- Хорова капела УРСР «Думка» — «Нас осіняє Ленінське знамено»
- Державний український народний хор під керівництвом Григорія Верьовки — «Пісня про Леніна»
- Ю. Каменецький — «Пісня про Леніна»
- «Поліська пісня про Леніна» (муз. В.Кирильчука, сл. І.Яцищина)[7][8][9]

## Театр
- О. Корнійчук «Правда»